# Citroën 2CV
De 2PK, 2CV (Frans: Deux chevaux), in België veelal geit(je) genoemd en in Nederland vaak (lelijk) eend(je), is een auto van de Franse autofabrikant Citroën. De afkorting staat voor 'Deux Chevaux Vapeur', dat twee paardenkracht betekent, een maat die het resultaat is van de ingewikkelde berekening van de Franse wegenbelasting. De serieproductie van de 2CV liep van 11 juli 1949 tot en met 27 juli 1990. In die periode zijn er 5.144.966 van gebouwd, waarvan 3.898.631 2CV-eenden en 1.246.335 2CV-besteleenden; dit aantal stijgt tot bijna 9 miljoen wanneer de zustermodellen Dyane, Ami, Méhari en FAF worden meegeteld. Het uiterlijk van de 2CV werd, net als dat van de Citroën ID/DS en de Traction Avant, ontworpen door Flaminio Bertoni.
Op basis van de 2CV werden verschillende kitcars gebouwd, onder andere van Burton, Cygnus, Deauville, Le Patron, Lomax, Voglietta, Hoffmann en Vanclee.

## Geschiedenis van de 2CV

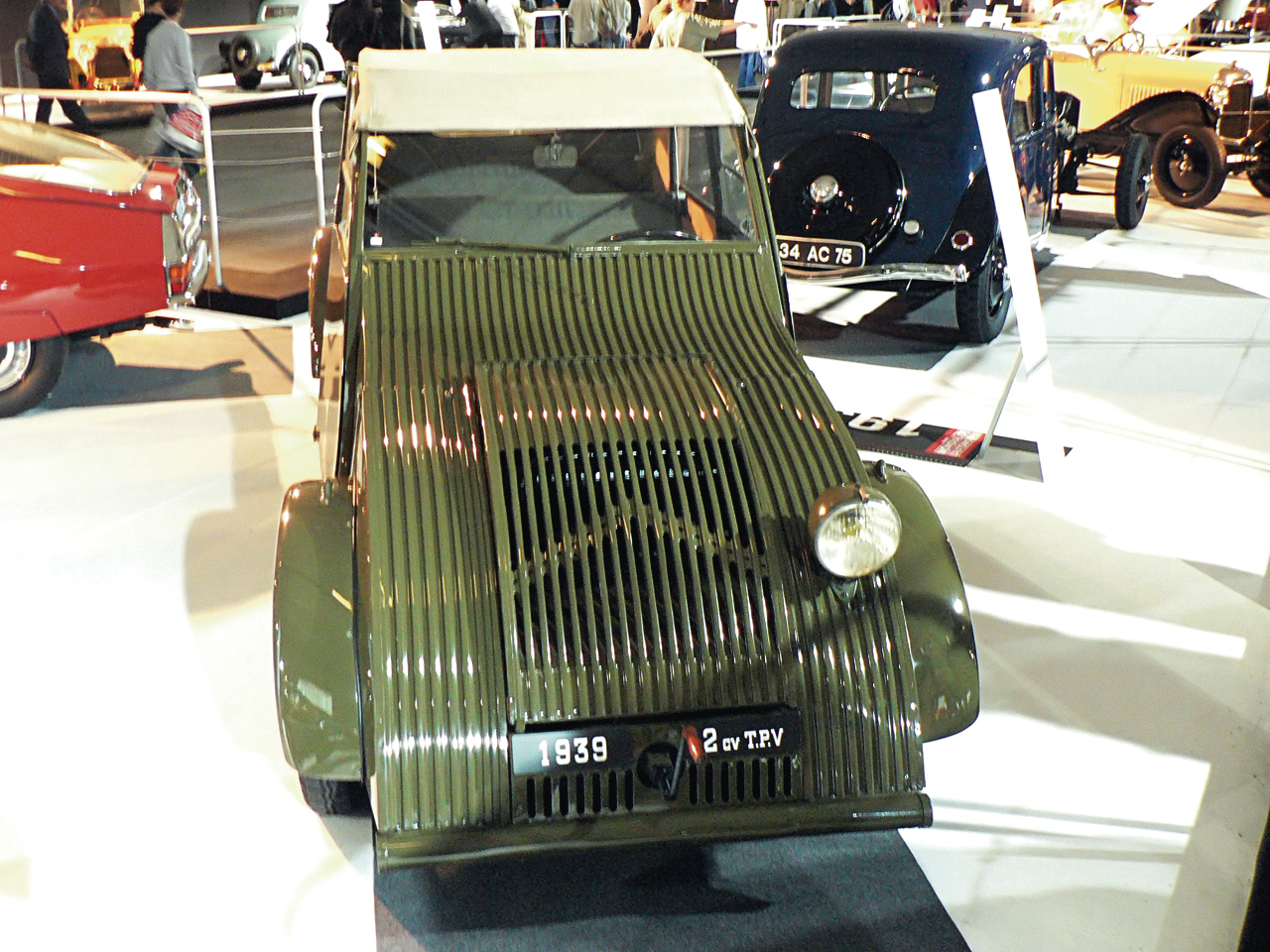
2CV Prototype TPV

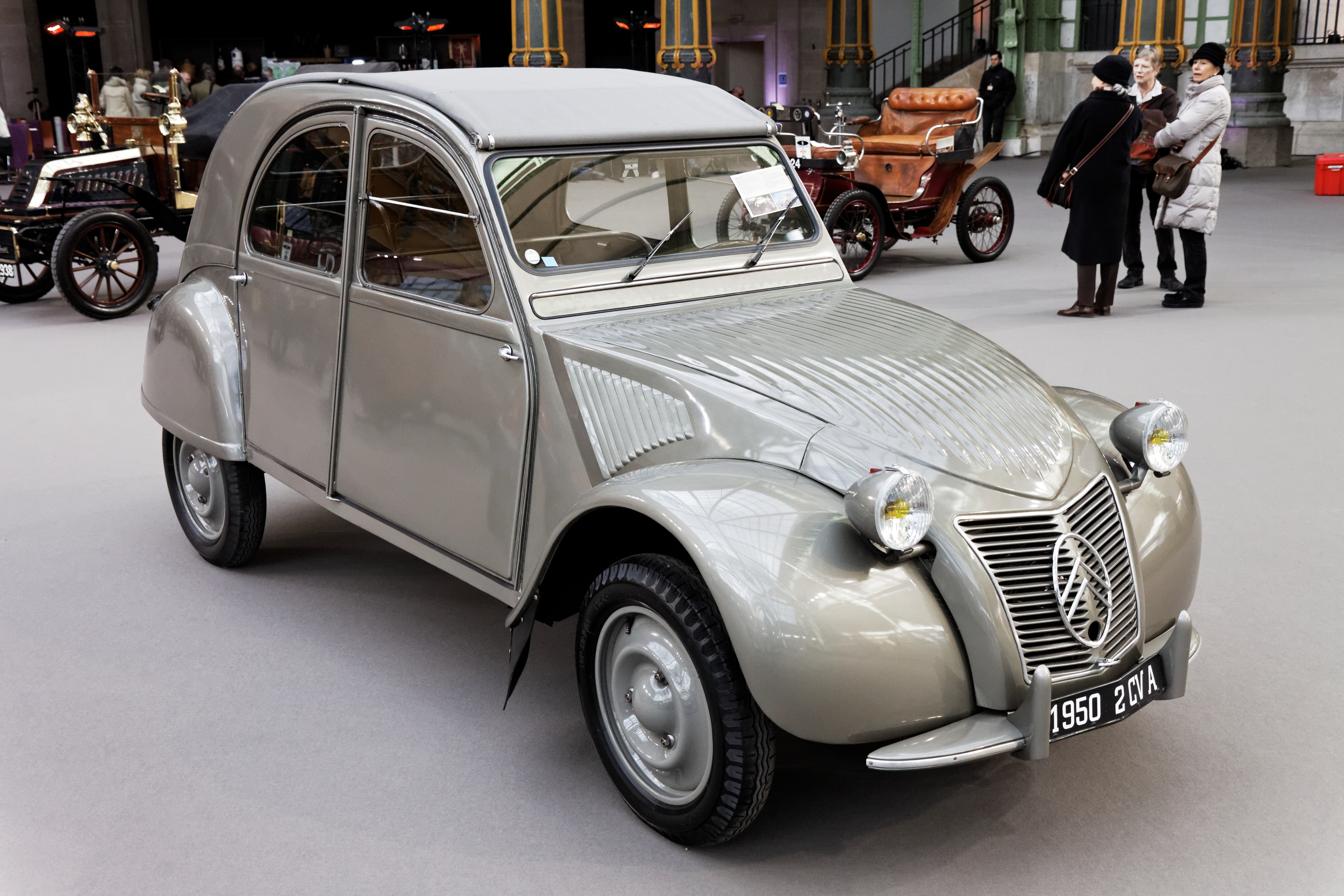
Het allereerste productiemodel, herkenbaar aan de geribbelde motorkap.

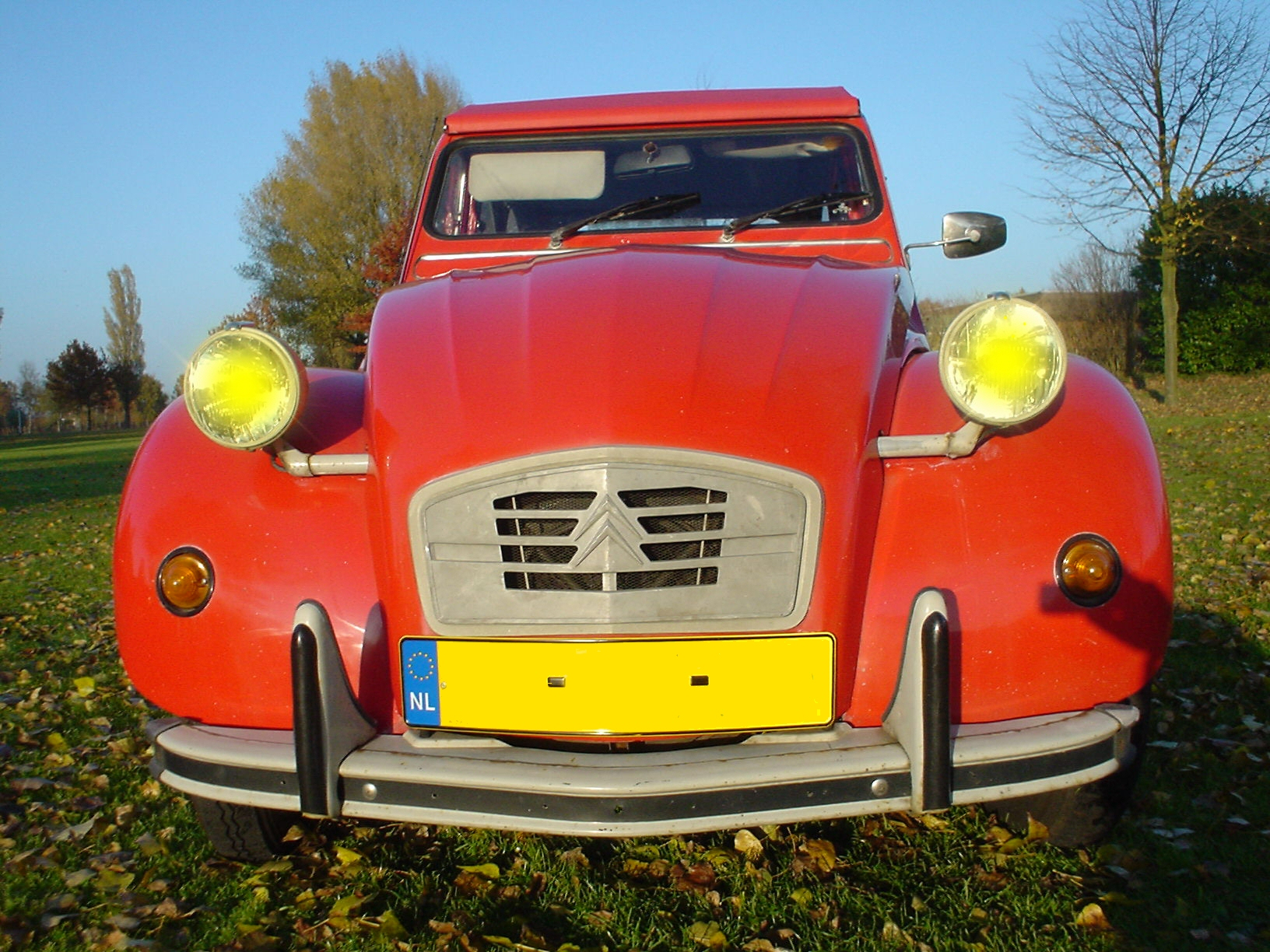
2CV uit 1989

Na de dood van André Citroën en de overname van het bedrijf door bandenfabrikant Michelin besloot de nieuwe leiding van autofabrikant Citroën in 1935 een kleine auto te ontwikkelen die geschikt diende te zijn voor het ruige Franse platteland: de TPV, oftewel Toute Petite Voiture. Projectleider en stuwende kracht Pierre-Jules Boulanger omschreef het doel als "een paraplu op vier wielen". Op basis van marktonderzoek werd besloten dat het een voertuig moest worden dat twee boeren met 50 kilogram aardappelen kon vervoeren of een vat met 50 liter wijn. Ook gaat het verhaal dat het de mogelijkheid moest bieden om een schaap in de auto mee te nemen. De auto moest hierbij zo comfortabel zijn dat eieren in een mand niet zouden breken wanneer de auto over een stuk omgeploegd land zou rijden. Overige eisen waren dat de auto vooral zuinig, betrouwbaar, goedkoop en eenvoudig te bedienen moest zijn: een boerin moest ermee naar de markt kunnen rijden. Ook moest de boer, met zijn zondagse hoed op, erin passen zodat hij per auto naar de kerk kon. Het uiterlijk van de wagen werd niet belangrijk geacht.
Oorspronkelijk plaatste men uit besparingsoverwegingen slechts één koplamp. Nadat echter een prototype tijdens een proefrit was aangereden, doordat de tegenligger dacht met een motorfiets te maken te hebben, werd het model wél voorzien van twee koplampen.
Er werd een auto ontwikkeld die aan het merendeel van die eisen voldeed, maar hij was zeker nog niet klaar voor productie. Citroën was van plan een prototype van de auto te presenteren op de Salon de l'Automobile van oktober 1939, maar vanwege de Tweede Wereldoorlog werd deze Salon afgelast.
Na de oorlog, en na grondige verandering van het oorspronkelijke ontwerp, werd de auto op donderdag 7 oktober 1948 tijdens de Autosalon van Parijs aan pers en publiek voorgesteld. Een journalist zou het wagentje "Lelijk Eendje" hebben genoemd, deze benaming (of kortweg "Eend") is in het Nederlands een geuzennaam geworden.
De serieproductie van de 2CV begon 11 juli 1949. In het begin werd ze voornamelijk aan boeren (primaire doelgroep), zorgverleners als huisartsen en bekende Franse kunstenaars (gratis reclame) geleverd. De Franse plattelanders waren direct enthousiast, wat de wachttijd liet oplopen tot drie jaar. Nederland was in 1952 het eerste exportland voor de 2CV. Echter, in het begin werd de wagen in Nederland slecht verkocht, waarschijnlijk vanwege het uiterlijk. De laatste 2CV werd op vrijdag 27 juli 1990 geproduceerd.
De (Lelijke) Eend is een icoon geworden en mag zich scharen tussen de Volkswagen Kever, de Morris Minor, de Mini,de Fiat 500 en de Trabant. In Nederland waren er in 2018 nog ruim 8000 Eenden en was de prijs voor een perfect bewaard of gerestaureerd exemplaar gestegen naar rond de 15.000 euro. Onderdelen zijn echter relatief goedkoop en vanwege het lage gewicht (560 kg) is de motorrijtuigenbelasting laag of vanwege de leeftijd vrijgesteld. Er zijn diverse 2CV-clubs en via hen worden voordelige verzekeringen aangeboden. Het maakt de Eend ook populair als tweede auto.

## Techniek

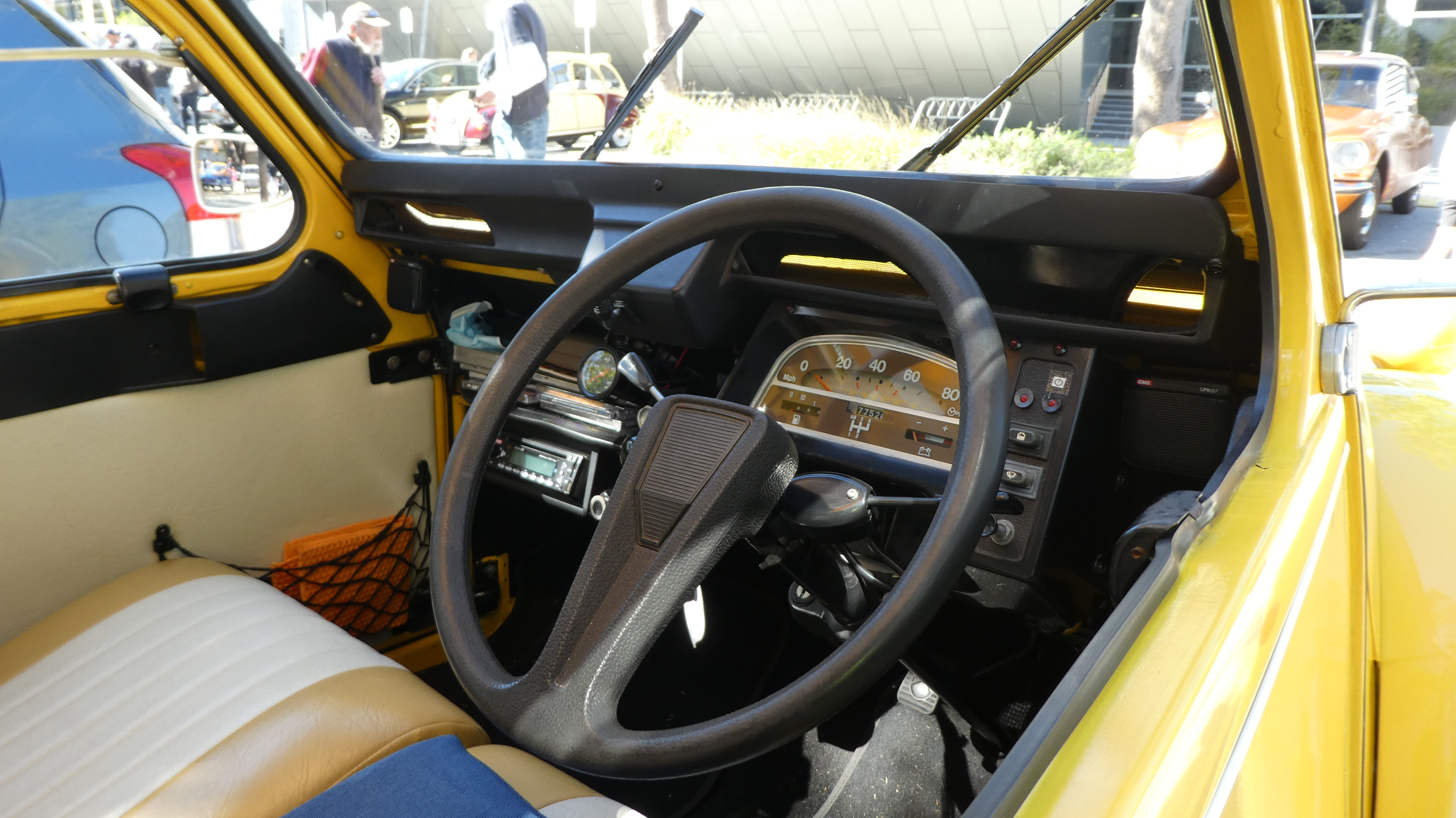
Het dashboard van een 2CV uit 1980

In 1948 was de 2CV uitgerust met een benzinemotor van 375 cc; een luchtgekoelde kopklepmotor met twee cilinders in boxeropstelling. De basis van deze motor is tot het einde van de productie dezelfde gebleven, alleen werd er telkens een beetje meer vermogen uit gehaald. De 2CV was de eerste auto die uitgevoerd was met radiaalbanden.
De eerste modellen hadden vrijwel geen dashboard. De benzinestand werd gepeild via een peilstok die, bevestigd aan de tankdop, in de tank gestoken moest worden. De ruitenwissers werden met de hand bediend of waren gekoppeld aan de snelheidsmeter zodat ze bij stilstand niet werkten. Homokinetische koppelingen bij de voorwielaandrijving waren afwezig, zodat bij elke bocht het schokken van het stuur met de beide handen opgevangen moest worden.
De eend had eerst een vermogen van 8 pk, de laatste A-modellen uit de jaren 70 en 80 van de 20e eeuw (waaronder de afgeleide Méhari, Dyane, Acadiane) hadden een motor van 602 cc met maximaal 29 pk / 21 kW vermogen, zodat een snelheid van 115 km/h en meer mogelijk is. Dit kwam ook door de verschillende versnellingsbakken die werden toegepast.
Besteleenden werden geproduceerd onder de namen AU, AZU, later AK250, AK350, Citroën 2CV AK400 genoemd. De getallen 250, 350 en 400 stonden hierbij voor het laadvermogen in kg.
Het 2CV-motorblok is in de laatste verschijningsvorm opgeboord tot 652 cc en voorzien van elektronische ontsteking. Dit blok werd gemonteerd in de Citroën LNA- en Visa-modellen. Inmiddels zijn er voor de reguliere 2CV-motor (602 cc) ook diverse elektronische ontstekingen beschikbaar gekomen en aan een simpelere versie voor de LNA/VISA-motor wordt gewerkt.
Een bijzonder kenmerk van de 2CV is ook de positie van de versnellingspook. Deze steekt horizontaal door het dashboard. Later zag men dat ook bij de Renault 4. De achteruit zit links vooraan (waar in de meeste auto's de eerste versnelling zit). De eerste versnelling zit links achter, de tweede midden voor, de derde versnelling midden achter en de vierde rechts voor. Het schakelen tussen de tweede en derde versnelling (de meest gebruikte twee) wordt hierdoor heel eenvoudig. De eerste versnelling was aanvankelijk niet gesynchroniseerd, men moest dus vrijwel stil staan (maximaal 10 km/h) om terug naar de eerste versnelling te kunnen schakelen, een beetje spelen met tussengas hielp hier bij. Een ervaren 2CV-rijder kon vrij makkelijk rijdend terugschakelen, een leek zou een wat krakend geluid uit de versnellingsbak veroorzaken. In latere versies werd de één wel gesynchroniseerd. De vierde versnelling was aanvankelijk een overdrive.  
De achterbank van een eend kan verwijderd worden. Hiermee kon de bergruimte in de achterbak vergroot worden. De bank werd ook los gebruikt en wie met de eend op kampeervakantie ging, kon het bankje bij de tent zetten. De achterbank werd later ook vaak in jongerenkamers en clubhuizen aangetroffen.

## 2CV 4x4 Sahara

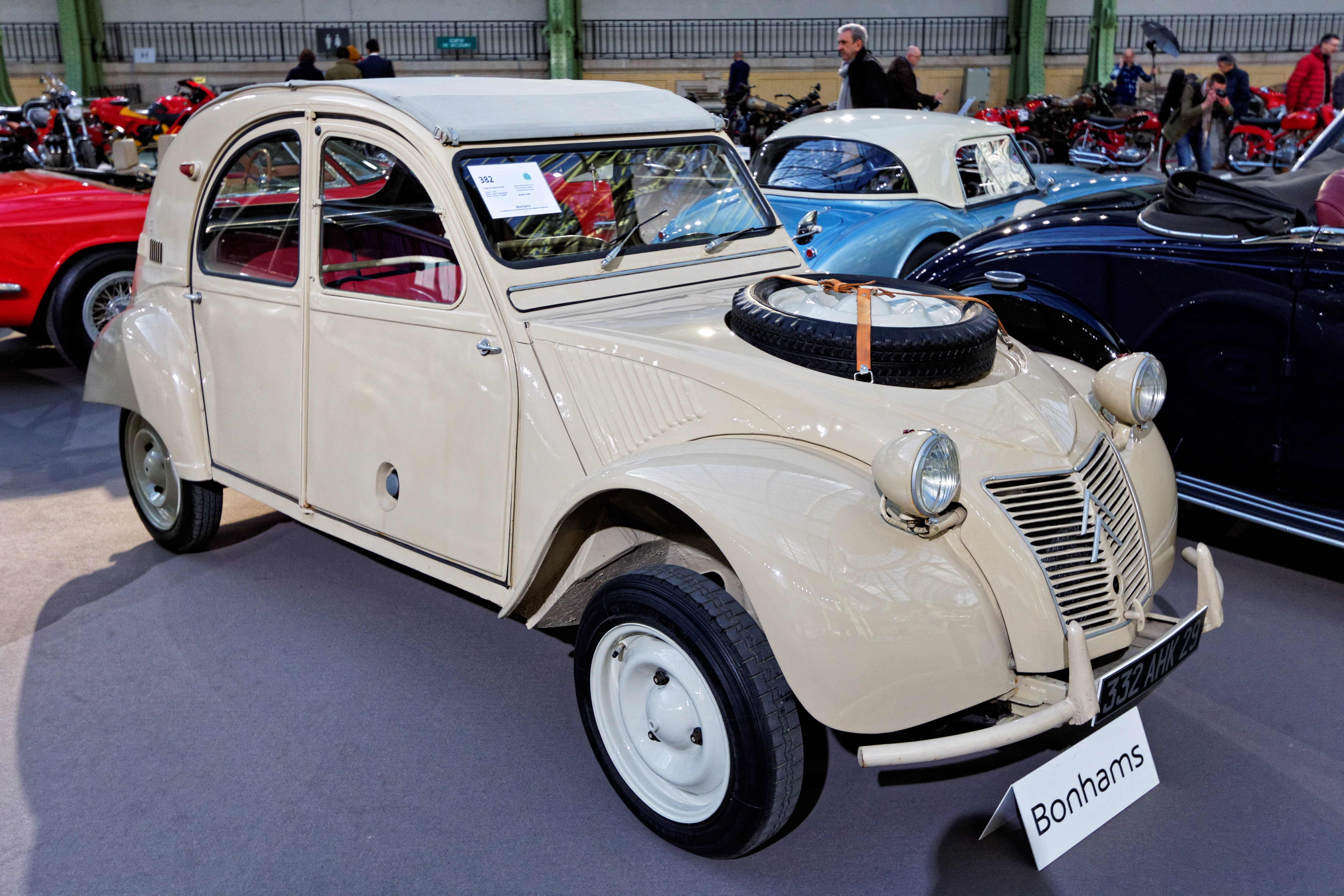
2 CV 4×4 Sahara

De 2CV 4×4 Sahara, later 2CV Bimoteur genoemd (1958-1970), is een off-roadversie van de 2CV. Deze heeft twee motoren en twee versnellingsbakken, een voor en een achter waarvan de achterste andersom gemonteerd is. Met een schakelpook tussen de voorstoelen worden beide versnellingsbakken gelijktijdig bediend. Voor beide motoren zijn afzonderlijke benzinetanks onder de voorstoelen en separate contactsloten voorzien. Het reservewiel ligt, verdiept, bovenop de motorkap. De auto beschikt, dankzij de inschakelbare vierwielaandrijving, over een enorme terreinvaardigheid, maar wel voor de dubbele prijs van de standaard-2CV. Er werden slechts 694 exemplaren van gebouwd. De ruim 80 exemplaren voor de Spaanse Guardia Civil zijn in Spanje gebouwd, enkele exemplaren zijn in België geassembleerd. Vele werden door de Schweizer Post als bestelwagen gebruikt. Tegenwoordig zijn er wereldwijd, zowel in musea als bij verzamelaars, nog zo'n 25-100 exemplaren bewaard gebleven en worden er op veilingen prijzen van € 80.000 tot € 100.000 voor neergeteld.

## Speciale uitvoeringen

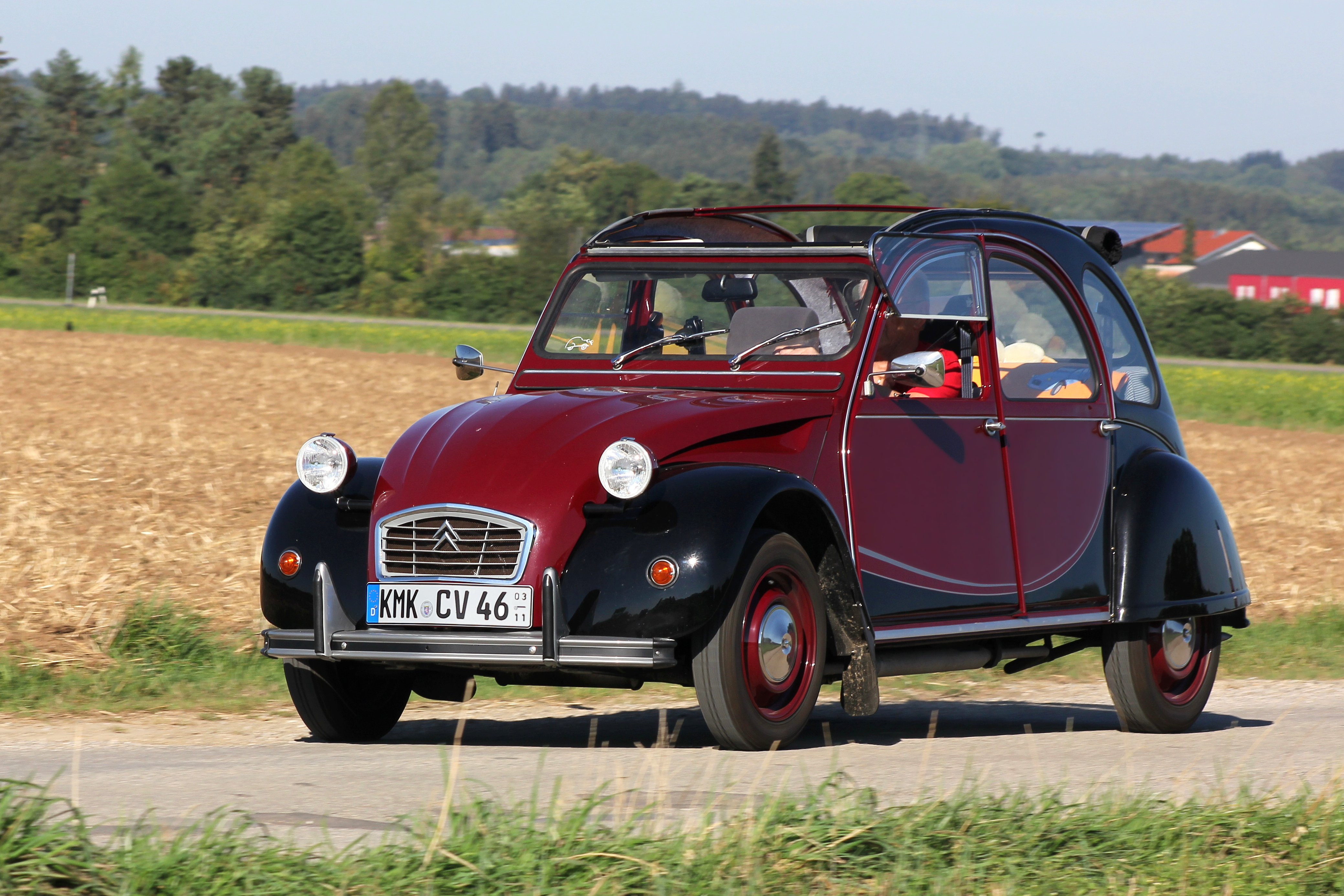
Een 2CV Charleston

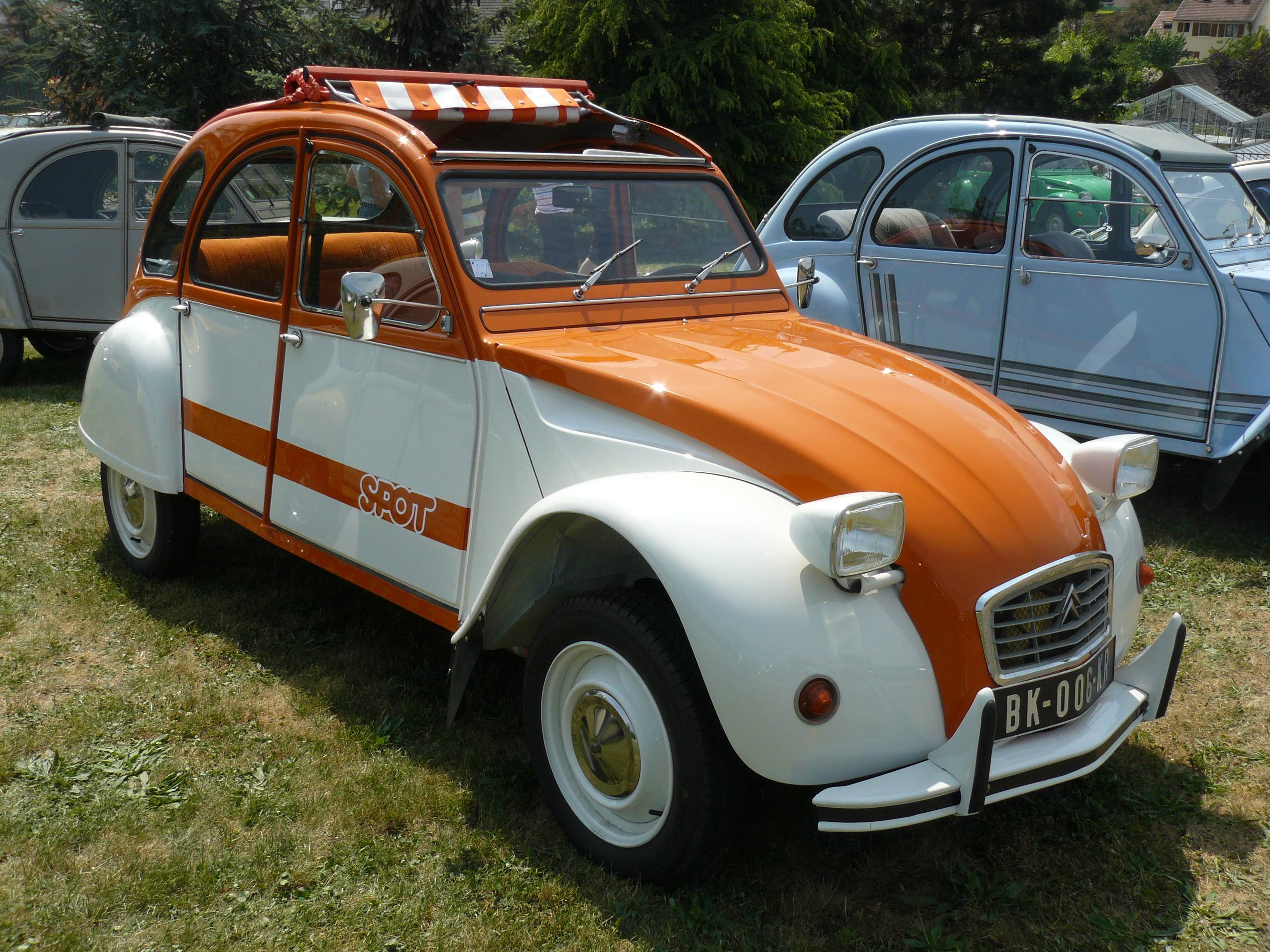
Een 2CV SPOT

Er zijn verschillende speciale uitvoeringen op de markt gebracht. De eerste was de 2CV SPOT waarmee in 1976 de productie van de vijf miljoenste eend gevierd werd. Deze SPOT's waren zowel aan de buitenkant als in het interieur oranje (Orange Ténéré) met wit gestreept. Ook het stoffen dak had deze oranje en witte strepen. De SPOT was uitgevoerd met rechthoekige koplampen.
In 1980 kwam de 2CV Charleston op de markt. Deze uitvoering wordt wel gezien als de krachtigste maar ook mooiste van de 2CV's. Deze hebben een sierlijk patroon van rood (Rouge Delage) en zwart. De Charleston was zo populair dat hij een reguliere productieversie werd. Vanaf 1982 was de Charleston ook in de combinatie geel (Jaune Hélios) met zwart verkrijgbaar. Vanaf 1983 werd de geel-zwartvariant vervangen door een kleurencombinatie van twee grijstinten (Gris Nocturne en Gris Cormoran). De laatste 2CV die in 1990 van de band rolde was een Charleston.
De 2CV 007 James Bond uit 1981 was knalgeel en geïnspireerd op een auto uit de James Bondfilm For Your Eyes Only. De 2CV France 3, die ook bekend was als Beachcomber en Transat, kwam uit in 1983-1984. Deze nautische variant was wit met blauwe golvende strepen die ook in het interieur terugkwamen.
In de periode 1985-1986 kwam de 2CV Dolly op de markt, een goedkopere speciale uitvoering. Deze modellen waren verkrijgbaar in de kleurcombinaties rood/wit, groen/wit en bordeauxrood/geel.
In 1986 kwam de 2CV Cocorico uit, een witte auto met rode en blauwe vlakken op de zijkant.
Uitvoeringen die niet in Nederland verkrijgbaar waren, zijn de 2CV Marcatelo (Spanje 1982), de 2CV Ente Grün (Duitsland en Zwitserland 1985) , 2CV Sausss Ente (Duitsland 1987), de 2CV Bamboo (Verenigd Koninkrijk 1987) en de 2CV Perrier (België 1988).

## Bijnamen
In Frankrijk heeft de 2CV de bijnaam La Deuche, in België is het de Geit, in Nederland Eend of Lelijke Eend', in Friesland de Pyk of Einepyk , in Duitsland werd het Ente, in Engeland Tin Snail (blikken slak), in Tsjechië Kachna (eend) en in (Duitstalig) Zwitserland Döschwo, een fonetische spelling van 2CV.

## Marketing in Nederland
In december 1959 verscheen in de vorm van een kartonnen single met een plastic laagje als geluidsdrager een reclameplaatje voor de Lelijke Eend. Annie M.G. Schmidt schreef Het Lelijke Eendje ter promotie van de Citroën 2CV op een melodie van Paul Chr. van Westering. Henk van de Veldes Kinderkoor zong het liedje samen met Heleen van Meurs en Ronnie Potsdammer. Op de achterkant staat alleen de begeleiding, zodat men zelf kan meezingen. Kopers van een Citroën 2CV kregen het plaatje als geschenk, belangstellenden konden het voor Hfl 0,36 bij Citroën bestellen. De bruin kartonnen hoes was tevens enveloppe.
Tijdens de in 2009 gehouden verkiezing van de top-40 van beste reclameliedjes door de stichting Het ReclameArsenaal eindigde het 2CV-reclamelied op de eerste plaats van liedjes uit de periode van 1950 tot 1980.

## Zustermodellen

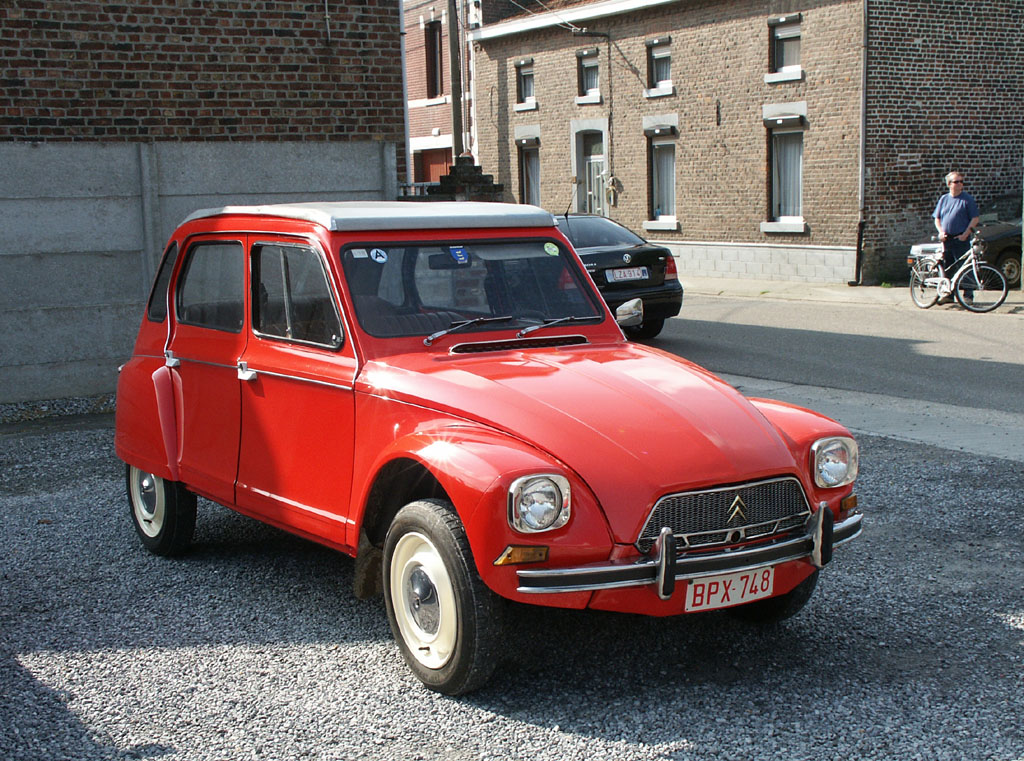
De Citroën Dyane was bedacht als opvolger van de 2CV

Vanaf de jaren zestig zijn een aantal zustermodellen op de markt gebracht. Deze werden op hetzelfde chassis gebouwd als de 2CV. De bekendste was de Citroën Dyane (1967-1987) die sterk lijkt op de 2CV maar met een moderner uiterlijk en een aantal praktische aanpassingen. Het was de bedoeling dat de Dyane de 2CV langzaam zou vervangen door naast elkaar leverbaar te zijn. De Dyane werd ook op dezelfde lopende band geproduceerd. Van de Dyane werd ook een bestelversie, de Acadiane op de markt gebracht. De Dyane bleek de populariteit van de 2CV niet te kunnen overtreffen en de productie werd een paar jaar eerder gestopt dan die van de 2CV.
Al eerder was de Citroën Ami (1961-1979) op de markt gebracht. Deze sedan was een ruimere auto dan de 2CV. Van de Ami werd ook een stationversie ontwikkeld die populairder bleek dan de sedan. De Citroën Méhari (1968-1988) was een kleine open terreinwagen die vooral als strandauto grote bekendheid kreeg. De Citroën Bijou (1959-1964) was een kleine coupé en deze werd in een Britse fabriek geproduceerd. De carrosserie was van kunststof gemaakt. De Citroën FAF was een bedrijfswagen die in verschillende ontwikkelingslanden werd geproduceerd.

## Eendenmuseum
De oudste nog rijdende Citroën 2CV is in 2018 bij een veiling aangekocht. De auto stamt uit 1949. De eend is de te zien in het in 2017 geopende  Eendenmuseum in Andijk. Het museum bezit een collectie van meer dan driehonderd verschillende exemplaren.